# Raversbeuren
Raversbeuren település Németországban, Rajna-vidék-Pfalz tartományban. Lakosainak száma 132 fő (2023. december 31.). Raversbeuren Lautzenhausen és Hahn községekkel határos.

## Népesség
A település népességének változása:
| Lakosok száma | 200  | 130  | 126  | 130  | 125  | 132  |
|               | 1975 | 2017 | 2019 | 2021 | 2022 | 2023 |